# Lopé nationalpark
Lopé nationalpark är en nationalpark i centrala Gabon. Större delen av nationalparken består av regnskog, men i norra delen finns de sista lämningarna av savann skapad i centralafrika under den senaste istiden för omkring 15 000 år sedan. Området blev det första skyddade naturområdet i Gabon när Lopé-Okanda vildmarksreservat bildades 1946. 2007 området ett världsarv under namnet "Ekosystem och relikter i kulturlandskapet Lopé-Okanda".